# Soledade Martinho Costa
Soledade Martinho Costa é uma escritora e jornalista portuguesa.

## Biografia
Nascida em Lisboa, mas a viver desde a infância na cidade de Alverca do Ribatejo, estreia-se em 1973 com o livro de poesia Reduto. Dois anos mais tarde inicia a sua actividade como autora para a infância e juventude, somando, nesta área, mais de três dezenas de títulos originais. Publica ainda várias adaptações: fábulas e contos da literatura universal. A quase totalidade dos seus títulos foi editada por Publicações Europa-América em várias reedições.
Colaboradora dos jornais «Diário Popular» (mantendo, durante 5 anos, uma secção semanal de crítica literária de livros infantis e juvenis), «Diário de Lisboa», «O Jornal da Educação», «Despertar», «Expresso», «Público», «Diário de Notícias» e das revistas «Sílex», «Pública» e «Notícias Magazine». Publicou reportagem, entrevistas, artigos de opinião, literários e outros. A partir de 1980 desenvolve relevante actividade jornalística no âmbito da problemática da literatura infantil portuguesa. Esse trabalho encontra-se reunido no volume «Inquérito ao Livro Infantil», composto por quatro dezenas de entrevistas, numa edição da Secretaria de Estado da Cultura. As entrevistas foram publicadas semanalmente, durante um ano, no extinto «Diário de Lisboa».
Ainda nesta área, como colaboradora da Direcção-Geral da Cooperação, Do Instituto de Apoio à Emigração e às Comunidades Portuguesas e dos Serviços de Apoio aos Novos Estados Africanos de Língua Oficial Portuguesa da Fundação Calouste Gulbenkian, efectuou fichas e listagens de títulos infantis e juvenis destinados a escolas e bibliotecas.
A convite de diversas Câmaras Municipais realiza frequentes acções de dinamização da leitura, em escolas e bibliotecas, destacando-se as que realizou, com o apoio da Câmara Municipal de Lisboa e da Editorial Presença, em todas as bibliotecas municipais da capital, tendo por objectivo dar a conhecer a pessoa e a obra da escritora Irene Lisboa.
No âmbito da poesia recebe vários prémios, num deles tendo como júri Fernanda de Castro e David Mourão-Ferreira e num outro Ary dos Santos.
Autora de uma colectânea que retrata em poema algumas dezenas de destacadas figuras públicas portuguesas, viu parte desse trabalho («Por Mão Própria») publicado na revista «Notícias Magazine», semanalmente, aos domingos, durante meio ano, a ocupar três páginas da revista, com fotos e texto. Brevemente publicado em livro, com o título «O Nome dos Poemas», este trabalho apresenta a inclusão de vários poemas inéditos.
Alguns poemas seus encontram-se musicados (Amália Rodrigues) e outros gravados: Luís Represas, José Cid, Dulce Pontes, José da Câmara, Jorge Goes, Benny Carvalho e Nuno Frazão, área em que continua a trabalhar.
É de destacar a sua último obra, «Festas e Tradições Portuguesas», editada pelo Círculo de Leitores, na Colecção Grandes Obras, que percorre os 12 meses do ano, numa colectânea de 8 volumes.

## Obras
- Reduto – poesia (1973, e.a.)
- Inquérito ao Livro Infantil – Estudo sobre a Literatura Portuguesa para a Infância – (1ª Ed. 1980, 2ª Ed. 1981, Secretaria de Estado da Cultura)
- A Palavra Nua – poesia (1982, Edições Vela Branca)
- 15 Poemas do Sol e da Cal – poesia (1987, Editorial Presença)
- Festas e Tradições Portuguesas – Janeiro (2002, Círculo de Leitores)
- Festas e Tradições portuguesas – Fevereiro (2002, Círculo de Leitores)
- Festas e Tradições Portuguesas – Março/Abril (2002, Círculo de Leitores)
- Festas e Tradições Portuguesas – Maio (2002, Círculo de Leitores)
- Festas e Tradições Portuguesas – Junho (2002, Círculo de Leitores)
- Festas e Tradições Portuguesas – Julho/Agosto (2003, Círculo de Leitores)
- Festas e Tradições Portuguesas – Setembro/Outubro (2003, Círculo de Leitores)
- Festas e Tradições Portuguesas – Novembro/Dezembro (2003, Círculo de Leitores)
- Uma Estátua no Meu Coração - Memórias/Crónicas (2015, Edições Vela Branca)
- O Nome dos Poemas - retratos/poéticos de 53 figuras públicas consagradas das artes e das letras (2017, Edições Vela Branca)

Crónicas de Porcelana - ( 2017, Edições Sarrabal)
Um Piano ao Fim da Tarde – poesia (2018, Edições Sarrabal)

Literatura infantil e juvenil (originais):
- Vamos Adivinhar Animais I (1975, 1976, 1983, 1987, 1994, seguindo-se reedições, Publicações Europa-América)
- O Gato dos Bigodes (1976, 1983, 1989, seguindo-se reedições, Publicações Europa-América
- Vamos Adivinhar Profissões I (1976, 1977, 1983, 1994, seguindo-se reedições, Publicações Europa-América)
- Conversa da Bicharada (1977, 1978, 1982, 1987, seguindo-se reedições, Publicações Europa-América
- Joãozinha e a Amendoeira (1984, 1989, Edições Vela Branca)
- Vamos Adivinhar Frutos (1978, 1982, 1983, seguindo-se reedições, Publicações Europa-América)
- Um-Dó-Li-Tá (1979, 1983, 1990, Figueirinhas)
- Vamos Adivinhar figuras Célebres (1985, 1994, Publicações Europa-América)
- 6 Histórias numa história de Todas as Cores (1986, 1987, CEBI)
- Os 12 Irmãos – Janeiro (1992, Sarrabal)
- Os 12 Irmãos – Fevereiro (1992, Sarrabal)
- Os 12 Irmãos – Março (1992, Sarrabal)
- Os 12 Irmãos – Abril (1993, Sarrabal)
- Os 12 Irmãos – Maio (1993, Sarrabal)
- Os 12 Irmãos – Junho (1993, Sarrabal – (a colecção não continuou devido ao falecimento do pintor António Pimentel, autor das ilustrações)
- Vamos Adivinhar Animais II (1989, seguindo-se reedições, Publicações Europa-América)
- Vamos Adivinhar Profissões II (1989, seguindo-se reedições, Publicações Europa-América)
- Histórias que o Verão me Contou (1990, seguindo-se reedições, Publicações Europa-América)
- Histórias que o Outono me Contou (1990, seguindo-se reedições, Publicações Europa-América)
- Histórias que o Inverno me Contou (1992, seguindo-se reedições, Publicações Europa-América)
- O Cão Totó (1992, Publicações Europa-América)
- Histórias que a Primavera me Contou (1994, seguindo-se reedições, Publicações Europa-America)
- O Caracol que sabe Música (1990, Ed. destinada à Fundação Calouste Gulbenkian)
- O Bico de Lacre (1990, Ed. destinada à Fundação Calouste Gulbenkian)
- A Festa na Capoeira (1990, Ed. destinada à Fundação Calouste Gulbenkian)
- Rita e a Natureza – caderno didáctico (Ed. Direcção-Geral da Cooperação, destinada aos PALOPS)
- Rita tem um Novo Amigo – caderno didáctico (Ed. Direcção-Geral da Cooperação, destinada aos PALOPS)

Vamos Adivinhar (2015, Porto Editora)

Adaptações:
- As Mais Famosas Fábulas I (1980, Publicações Europa-América)
- As Mais Famosas Fábulas II (1981, Publicações Europa-América)
- Alice no País das Maravilhas (1982, Publicações Europa-América)
- Os Mais Belos Contos de Todo o Mundo I (1983, Publicações Europa-América)
- Ao Mais Belos Contos de Andersen (1984, Publicações Europa-América)
- Os Mais Belos Contos de Todo o Mundo II (1989, Publicações Europa-América)

Teatro (infanto/juvenil):
- O Canteiro Vaidoso (1977, 1985, Figueirinhas, peça encenada pelo TIL – Teatro Infantil de Lisboa, permanecendo em cena perto de um ano, 1984/1985)
- No País das Cores

Representada em:
- A Literatura para a Infância – Alice Gomes (1979)
- Lagarto Pintado – poesia para a infância (1981, Ed. do I Congresso das Comunidades Portuguesas da Secretaria de Estado da Cultura)
- História da Literatura Infantil Portuguesa (1982, Ed. Vega)
- Poemabril – antologia poética – (1984, Ed. Nova Realidade)
- O Trabalho – antologia poética – (1985, Ed. Sindicato dos Bancários do Centro, do Norte e Sul e Ilhas)
- Bibliografia Geral de Literatura Portuguesa para Crianças (1987, Ed. Editorial Comunicação)
- O Desporto na Poesia Portuguesa – colectânea (1989, Ed. do Sindicato dos Bancários do Sul e Ilhas)
- À Roda dos Livros – Portuguese Books for Children and Youth (1994, Ed. Instituto da Biblioteca Nacional e do Livro/ Secretaria de Estado da Cultura)

Plaquettes:
- Por Milagre (1984)
- Às Portas de Beirute (1986)
- As Quatro Estações (1993, 4 posters, Ed. conjunta do CEBI e da Câmara Municipal de Condeixa-a-Nova)

Comunicações:
- A Literatura para Crianças (1983, I Encontro de Poesia Peninsular – Figueira da Foz)
- A Poesia na Literatura para a Infância (1984, Primeiros Encontros de Poesia de Vila Viçosa)
- Literatura para a Infância (1986, Câmara Municipal de Sines)

## Prémios e distinções
Em 1973 é 1º Prémio do X Grande Prémio TV da Canção «Minha Senhora das Dores»
Em 1977 o seu livro Conversa da Bicharada, com ilustrações de Zé Paulo, é seleccionado para representar Portugal na Bienal Internacional de Ilustração de Bratislava, escolhido entre as obras de autores portugueses para a infância publicadas nos dois anos anteriores.

Em 1992 a sua peça No País das Cores recebe o Prémio de Teatro Alice Gomes, instituído pela Associação Portuguesa para a Educação pela Arte.

Em 1994 é 2º prémio do Prémio de Poesia João de Deus, atribuído pela Associação Cultural Sol XXI ao seu livro O Tempo (en)Cantado.

Em 1987 recebe a Medalha de Ouro da Fundação José Álvaro Vidal (Instituição de Solidariedade Social de Alverca do Ribatejo) por mérito cultural e apoio prestado á Instituição e à Criança.

Em 1999 recebe a Medalha de Valor Cultural Dourada atribuída pela Câmara Municipal de Vila Franca de Xira.

Em 2005 recebe o Galardão da Cidade de Alverca do Ribatejo.
Está no Facebook e possui um blog desde 2006: (http://sarrabal.blogs.sapo.pt)